# Calvisia albosignata
Calvisia albosignata är en insektsart som beskrevs av Ludwig Redtenbacher 1908. Calvisia albosignata ingår i släktet Calvisia och familjen Diapheromeridae. Inga underarter finns listade.